# Premis del Sindicat Nacional de l'Espectacle de 1957
Els dissetens Premis Nacionals de Cinematografia concedits pel Sindicat Nacional de l'Espectacle corresponents a 1957 es van concedir el 31 de gener de 1958. En aquesta edició els premis econòmics, limitats a les pel·lícules, foren per 5 pel·lícules i 1.150.000 pessetes, i es van atorgar premis al millor director, guió, actor i actriu principal, actor i actriu secundaris, fotografia, decorats i música. També es van atorgar tres premis de 25.000 pessetes als curtmetratges Goya, Música para un jardín i Costa verde. Van assistir a l'entrega el Ministre secretari del Movimiento José Solís Ruiz, el secretari general de la CNS José María Martínez y Sánchez-Arjona, i el director general de Cinematografia i Teatre, José María Muñoz Fontán.

## Guardonats de 1957
| Categoria                | Premi       | Pel·lícula premiada        | Director                   |
| ------------------------ | ----------- | -------------------------- | -------------------------- |
| 1r. lloc                 | 350.000 pts | ... Y eligió el infierno   | César Fernández Ardavín    |
| 2n lloc                  | 350.000 pts | El último cuplé            | Juan de Orduña             |
| 3r lloc                  | 200.000 pts | La puerta abierta          | César Fernández Ardavín    |
| 4t lloc                  | 150.000 pts | Amanecer en puerta oscura  | José María Forqué          |
| 5è lloc                  | 100.000 pts | Los ángeles del volante    | Ignasi F. Iquino           |
| Millor director          | -           | José Luis Sáenz de Heredia | Faustina                   |
| Millor guió              | -           | Luis Lucas i José Gallardo | El maestro                 |
| Millor actriu            | -           | Emma Penella               | La guerra empieza en Cuba  |
| Millor actor             | -           | Francisco Rabal            | Amanecer en puerta oscura  |
| Millor actriu secundària | -           | Isabel Pallarés            | Madrugada                  |
| Millor actor secundari   | -           | Luis Peña Illescas         | Amanecer en puerta oscura  |
| Millor fotografia        | -           | Manuel Berenguer           | ... Y eligió el infierno   |
| Millors decorats         | -           | Antonio Simont             | Un ángel pasó por Brooklyn |
| Millors música           | -           | Emilio Lehmberg Ruiz       | ... Y eligió el infierno   |